# Antiloop

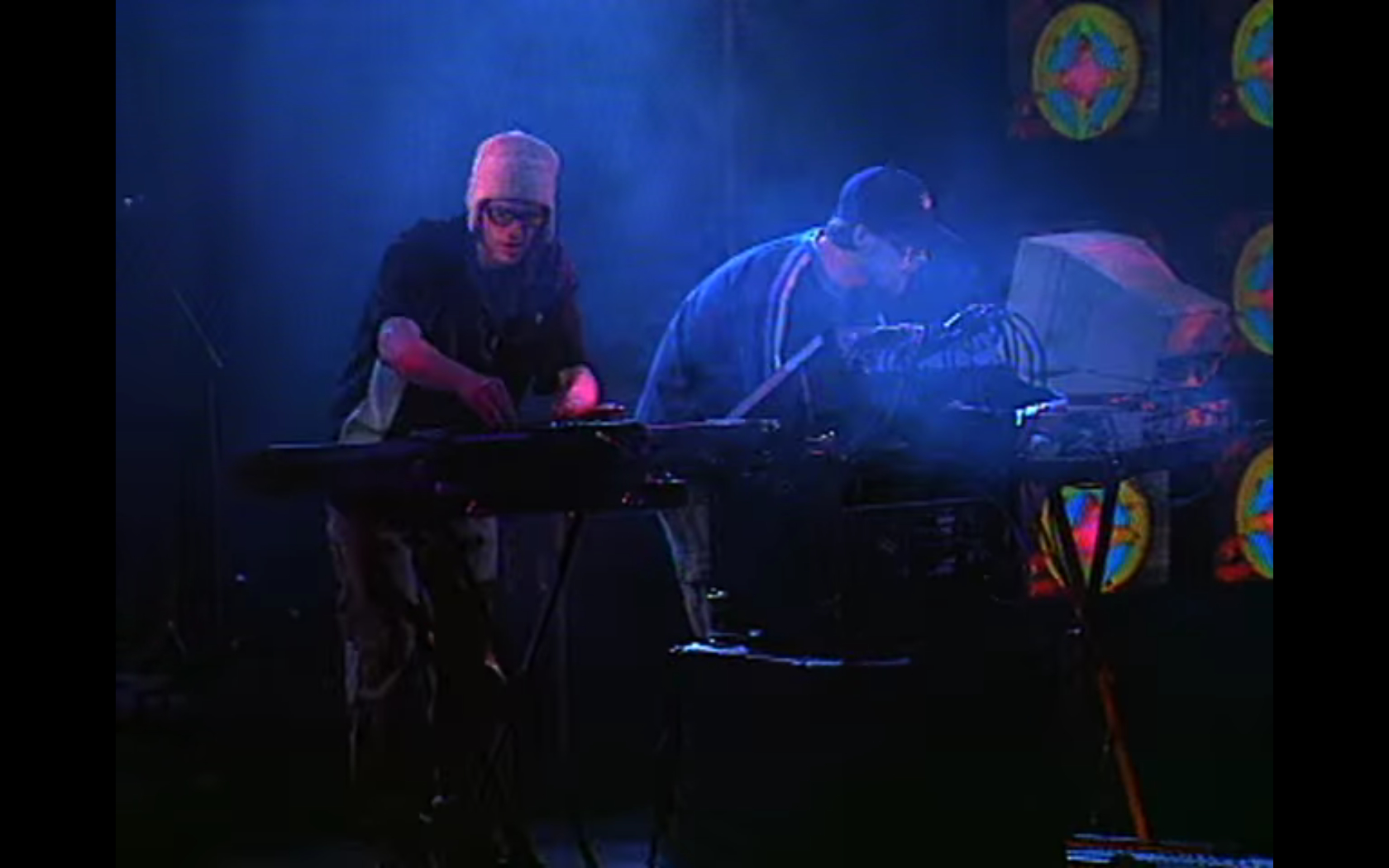
Antiloop en live.

Antiloop est un groupe suédois de house, de trance progressive et de dream trance. Il est composé de deux disc-jockeys, David Westerlund et Robin Söderman.

## Biographie
En 1996/1997 sort leur tout premier album LP, produit par Stockholm Records et édité en France  par le label Polydor de "PolyGram".
Cet album rencontre un vif succès sur les radios et se vend très bien. Fort de ce succès, le groupe décide de poursuivre l'aventure en l'an 2000 avec un deuxième album, Fastlane People, également produit par Stockholm Records, mais sans l'appui du label Polydor. À la suite de ce refus, l'album Fastlane People n'a pas été édité en France  et les médias français en ont peu parlé.

## Discographie

### Remixed
1. Antilooped
2. Belive (Remix E-Type)
3. Full On Trance
4. Megamix (Started Aqua)
5. This is the night
6. Polythene
7. Doctor Jones (Featuring Aqua)
8. flash in the night

### Singles
- Not suitable for mass consumption (N.S.F.M.C.)
- Believe
- In My Mind
- Nowhere to hide